# Libertarismo

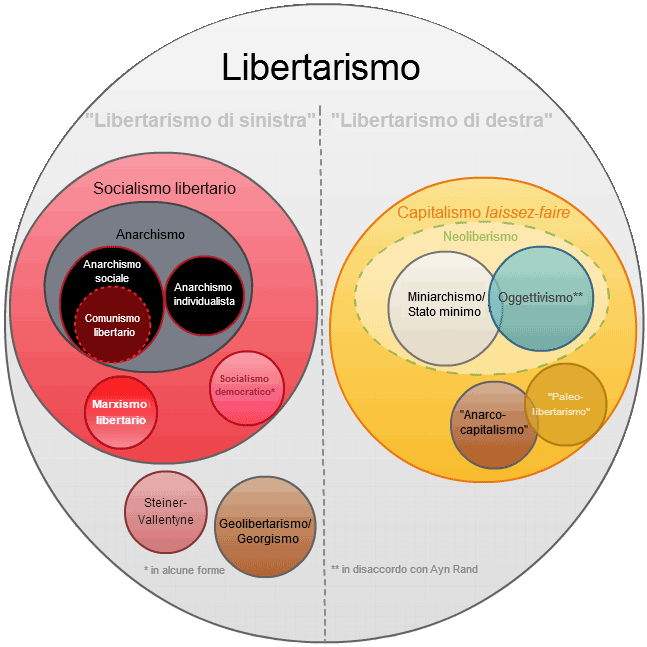
Diagramma di Venn che illustra come le ideologie "libertarie" sono relazionate tra loro.

Il libertarismo (dal francese: libertaire, "libertario"; dal latino: libertas, "libertà") è un insieme di orientamenti politici in cui la libertà è vista come il più alto fine politico. Le posizioni dei libertari variano a seconda delle loro considerazioni sul diritto di proprietà e sulla natura delle persone e, sulle considerazioni delle funzioni legittime e del potere dello Stato o delle entità private, spesso chiedendo la limitazione o la dissoluzione delle istituzioni sociali considerate coercitive. Gli studiosi distinguono i punti di vista libertari in libertarismo di sinistra e libertarismo di destra, sull'asse politico socialismo–capitalismo (rispettivamente sinistra–destra). Questa distinzione implica che i libertari provengono da contesti culturali e ideologici diversi, che possono anche essere in contrasto tra loro.

## Storia

### Origine del termine
Il primo uso documentato del termine "libertario" risale al 1789, quando lo storico inglese William Belsham lo utilizzò nel contesto della metafisica. Gli anarchici di tradizione socialista adottarono il termine "libertario" per descrivere se stessi e le loro idee sin dal 1858 quando il rivoluzionario comunista anarchico Joseph Déjacque pubblicò "Le Libertaire, Journal du Mouvement sociale" (Il Libertario: Giornale del Movimento Sociale) a New York. Le Libertaire è stata la prima rivista comunista libertaria negli Stati Uniti e la prima a utilizzare il termine "libertarian" (ossia "libertario" in inglese) in un contesto politico.
La più recente accezione liberista, il cosiddetto "libertarismo di destra", si caratterizza da una forte opposizione all'intervento dello Stato in economia, escludendo qualunque intervento statale in campo di Stato sociale e l'abolizione totale o parziale della tassazione, mentre il "libertarismo di sinistra", nella sua connotazione storica socialista, si focalizza sull'autogestione dei lavoratori oppure, nelle sue iterazioni più recenti, si incentra sulla giustizia distributiva ovvero sugli sforzi per l'equa distribuzione delle risorse come promosso dalla scuola di Steiner-Vallentyne.

### Il socialismo libertario (1857-1980)

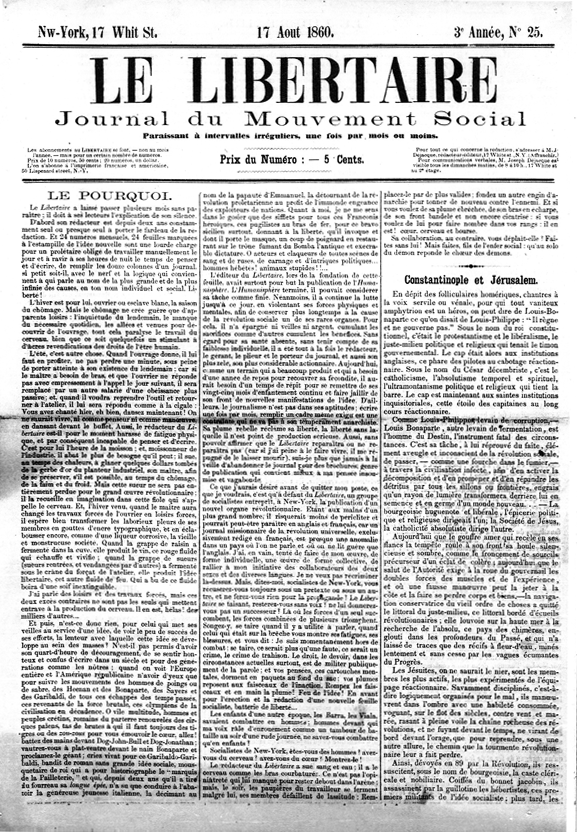
17 agosto 1860 edizione di Le Libertaire, Journal du mouvement social, pubblicazione comunista libertaria di New York City

Il termine "libertario" fu introdotto per la prima volta in politica da Joseph Déjacque, uno scrittore e attivista comunista anarchico, nel 1857, attraverso alcune delle sue lettere pubbliche. Questo termine venne usato per descrivere una prospettiva parallela al socialismo di matrice anarchica, in cui Déjacque criticava le vedute di Proudhon riguardo all'eguaglianza di genere. L'anno seguente, Déjacque incluse il neologismo nel titolo di una pubblicazione che egli stesso curò a New York. In Italia, un settimanale anarchico con lo stesso nome, "Il Libertario", fu pubblicato per la prima volta nel 1903.
Le critiche di Déjacque a Proudhon non erano incentrate su questioni economiche, ma piuttosto sull'assenza di una prospettiva egualitaria di genere, che successivamente si trasferì nei dibattiti sulla strutturazione del lavoro durante i congressi della Prima Internazionale. Questi dibattiti portarono a una spaccatura nel mutualismo tra i seguaci di Proudhon, distinguendo tra la proprietà fondata sullo sfruttamento e quella derivata dal lavoro, quest'ultima definita "Possesso".
Il termine "comunismo libertario" fu adottato per la prima volta in Italia durante il congresso di Firenze del 1876, mentre "socialismo libertario" apparve nel 1897. Autori contemporanei come Noam Chomsky hanno espresso posizioni meno radicali sulla sovversione dello Stato, concentrandosi su temi come l'economia politica e il controllo della comunicazione di massa.
Oltre alle implicazioni politiche, gli ideali libertari e anti-autoritari hanno influenzato anche la cultura, la filosofia, la musica, la poesia e la letteratura, ispirando figure storiche come il poeta Pietro Gori e Georges Brassens, fino ad autori contemporanei e teorici come Ivan Illich e Herbert Marcuse.
L'uso del termine libertario per descrivere l'anarchismo è diventato popolare dal 1890 in Francia, inizialmente come un modo per evitare la persecuzione governativa contro gli anarchici. Da allora, il termine è stato frequentemente associato alle idee e ai movimenti anarchici, specialmente al di fuori dell'America. La visione di Déjacque, espressa inizialmente nelle sue lettere e poi nel suo periodico "Le Libertaire", delineava un'utopia libertaria che sfidava le strutture statali e promuoveva una società basata su principi anarchici.
In Francia, a seguito dell'adozione delle leggi d'emergenza dell'11 e del 15 dicembre 1893 e del 28 luglio 1894, note come "Lois scélérates" che includevano il divieto di qualsiasi forma di propaganda anarchica e che furono abrogate solo nel 1992, il termine "libertario" divenne un sinonimo di "anarchico". Per molti decenni, questi due termini furono usati in modo intercambiabile, specialmente in Francia a causa delle suddette leggi, e in altre occasioni come durante la rivoluzione anarchica spagnola del 1936 (dove la Federazione anarchica iberica aveva il movimento giovanile Federación Ibérica de Juventudes Libertarias, che esiste ancora oggi). In Italia, il termine iniziò a diffondersi all'inizio del XX secolo, con pubblicazioni come "Il Comunista Libertario" e "Il Libertario" a Milano a metà secolo, e attraverso le organizzazioni del dopoguerra, come i Gruppi Libertari dell'Italia Liberata - Alleanza Gruppi Libertari, che poi confluirono nella FAI, la federazione anarchica italiana, parte dell'internazionale anarchica, tra gli altri esempi.
Negli Stati Uniti il termine venne popolarizzato da Benjamin Ricketson Tucker, il primo cittadino statunitense di nascita ad utilizzare il termine. Tra il 1920 e il 1950 del, il termine rimase di utilizzo quasi esclusivamente socialista, con l'organizzazione socialista libertaria e anarchica, la Libertarian League ("La Lega Libertaria"), fondata a Los Angeles tra le due guerre mondiali. Nel 1954, a New York City, fu fondata una seconda Libertarian League come organizzazione politica basata sul Libertarian Book Club, con membri come Sam Dolgoff, Russell Blackwell, Dave Van Ronk, Enrico Arrigoni e Murray Bookchin. Questa Lega Libertaria aveva un obiettivo politico più ristretto rispetto alla prima, promuovendo l'anarchismo e il sindacalismo. Il suo principio centrale, enunciato nella rivista Views and Comments, era "uguale libertà per tutti in una società socialista libera". Filiali della Lega libertaria aprirono in diverse altre città statunitensi, tra cui Detroit e San Francisco. Alla fine degli anni Sessanta la lega si sciolse.

### Il libertarismo pro-capitalista negli Stati Uniti (1943-1980)
A partire dal 1943, negli Stati Uniti emerse un nuovo uso del termine "libertarismo", incentrato sul laissez-faire e sul capitalismo. Nonostante i gruppi socialisti continuarono a utilizzare il termine "libertario", è interessante notare che i liberali classici, specialmente nel mondo anglosassone, iniziarono a adottare il termine "libertarismo". Questa denominazione, secondo Piero Vernaglione, fu utilizzata per la prima volta nel 1946 da Leonard Read, l'economista statunitense fondatore della Foundation for Economic Education (FEE). Il libertarismo come sinonimo di alcune correnti del liberalismo fu reso popolare nel maggio 1955 dallo scrittore Dean Russell, collega di Leonard Read e lui stesso liberale classico. Russell giustificò la scelta del termine come segue:
Nel corso dei primi decenni del Novecento, coloro che si richiamavano in modo radicale al liberalismo classico furono costretti ad abbandonare il termine "liberale". Ciò fu necessario in quanto i sostenitori dell'intervento statale, come i promotori del New Deal negli Stati Uniti e dello Stato sociale nel Regno Unito, ma anche i sostenitori della concezione positiva dei diritti civili, si identificavano come liberali.
In seguito, un numero crescente di americani con convinzioni vicine al liberalismo classico ha iniziato a definirsi libertario e negli anni Sessanta, Murray Rothbard iniziò a promuovere concetti correlati alla destra politica sotto l'etichetta del libertarismo.
Rothbard descrisse questo uso della parola come una "cattura" dai suoi nemici, scrivendo che "per la prima volta a mia memoria, noi, la 'nostra parte', avevamo catturato una parola cruciale dal nemico. 'Libertari' era stata a lungo una parola educata per indicare gli anarchici di sinistra, cioè gli anarchici contrari alla proprietà privata, sia della varietà comunista che sindacalista. Ma ora l'avevamo conquistata". Inizialmente, il liberalismo classico e il libertarismo erano considerati sinonimi. Tuttavia, in seguito, i libertari di destra si distaccarono dalla corrente del liberalismo classico.
Questo percorso mostra chiaramente come il termine "libertario" abbia avuto diverse interpretazioni nel corso della storia, riflettendo l'evoluzione delle idee politiche e filosofiche associate ad esso e comportando che filosofi e politici definiti libertari sono di diverse tradizioni culturali e ideologiche.
H. L. Mencken e Albert Jay Nock furono le prime figure prominenti negli Stati Uniti a definirsi libertari, usando il termine come sinonimo di liberali. Ritenevano che Franklin D. Roosevelt avesse appropriato indebitamente della parola liberale per le sue politiche del New Deal, che essi contrastavano, e utilizzarono il termine libertario per indicare la loro adesione al liberalismo classico, all'individualismo e al governo limitato.
Secondo David Boaz, nel 1943 tre donne "pubblicarono libri che si possono considerare i precursori del movimento libertario moderno". Isabel Paterson con "The God of the Machine", Rose Wilder Lane con "The Discovery of Freedom" e Ayn Rand con "The Fountainhead" promossero l'individualismo e il capitalismo. Nessuna delle tre usò il termine libertarianismo per descrivere le proprie idee e Rand specificatamente rifiutò l'etichetta, criticando il nascente movimento libertario americano come i "hippies di destra". Rand accusò i libertari di plagiarismo riguardo alle idee relative alla sua filosofia dell'Oggettivismo, attaccando contemporaneamente altri aspetti di essa.
Karl Hess, uno scrittore di discorsi per Barry Goldwater e principale autore delle piattaforme del Partito Repubblicano nel 1960 e 1964, si disilluse dalla politica tradizionale dopo la campagna presidenziale del 1964, nella quale Goldwater perse contro Lyndon B. Johnson. Lui e il suo amico Murray Rothbard, un economista della Scuola Austriaca, fondarono la rivista "Left and Right: A Journal of Libertarian Thought", pubblicata dal 1965 al 1968 con George Resch e Leonard P. Liggio. Nel 1969, curarono "The Libertarian Forum" che Hess lasciò nel 1971.
La guerra del Vietnam divise l'alleanza incerta tra un numero crescente di libertari americani e conservatori che credevano fosse necessario limitare la libertà per sostenere le virtù morali. I libertari contrari alla guerra si unirono ai movimenti di resistenza alla leva e di pace, nonché a organizzazioni come gli Studenti per una Società Democratica (SDS). Nel 1969 e 1970, Hess si unì ad altri, inclusi Murray Rothbard, Robert LeFevre, Dana Rohrabacher, Samuel Edward Konkin III e l'ex leader degli SDS Carl Oglesby, per parlare a due conferenze che riunirono attivisti sia della Nuova Sinistra che della Vecchia Destra in quello che stava emergendo come un nascente movimento libertario. Rothbard alla fine si allontanò dalla sinistra, alleandosi con il crescente movimento paleoconservatore. Criticò la tendenza di questi libertari di rivolgersi a "spiriti liberi", a persone che non vogliono dominare gli altri e che non vogliono essere dominate, in contrasto con "la maggior parte degli americani" che "potrebbero essere conformisti rigidi, che vogliono eliminare la droga nei loro dintorni, cacciare le persone con abiti strani, ecc." Rothbard sottolineò che questo era rilevante come questione di strategia poiché il mancato raggiungimento della "maggioranza rigida" potrebbe risultare nella perdita di tale maggioranza. Questa tradizione libertaria di sinistra è portata avanti ai giorni nostri dagli agoristi di Konkin, dai mutualisti contemporanei come Kevin Carson, Roderick T. Long e altri come Gary Chartier, Charles W. Johnson, Sheldon Richman, Chris Matthew Sciabarra e Brad Spangler.
Nel 1970, il termine "libertarismo" rientrò in Europa grazie alle traduzioni dell'economista francese Henri Lepage, con l'intenzione di evitare fraintendimenti. Nello stesso periodo Robert Nozick diffuse il nuovo libertarismo in ambienti accademici e filosofici al di fuori degli Stati Uniti, soprattutto con la pubblicazione di Anarchia, stato e utopia (1974), una risposta a Una teoria della giustizia (1971) del liberale sociale John Rawls. Nel libro, Nozick propone uno Stato minimo sulla base del fatto che è un fenomeno inevitabile che può sorgere senza violare i diritti individuali.

## Tipologie di libertarismo
I libertari generalmente aderiscono alla teoria della proprietà di John Locke secondo la quale il lavoro legittima l'acquisizione della proprietà, tuttavia sono divisi riguardo alle conclusioni di questa teoria e accettano alcuni elementi mentre ne respingono altri; le opinioni fra destra e sinistra sono contrastanti sul tema.

### Libertarismo di sinistra
Gli individui che credono che l'acquisizione originaria debba essere soggetta a restrizioni, considerando le risorse naturali esterne non proprietate come beni comuni da dividere equamente tra tutti i membri della società, sono definiti libertari di sinistra. Tra gli esponenti di questa corrente si annoverano Hillel Steiner, Philippe Van Parijs, Michael Otsuka e Peter Vallentyne, i quali riconoscono il diritto alla proprietà personale ma non alla proprietà individuale delle risorse naturali. Essi sostengono la loro visione appoggiandosi alla "clausola limitativa" di John Locke. Secondo Locke, ci sono due condizioni per l'appropriazione: 1) si può acquisire solo quanto si può utilizzare o consumare senza spreco (per esempio, non è lecito raccogliere frutta e lasciarla marcire); e 2) deve restare sufficiente per gli altri. Nell'interpretazione di Steiner, ogni persona ha il diritto che nessuno si appropri di più di una quota equa di risorse esterne; per Otsuka e Vallentyne, invece, è essenziale che l'appropriazione non violi l'eguaglianza delle opportunità di benessere.
Dopo l'occupazione iniziale delle terre basata sul principio del primo occupante, la privatizzazione può lasciare alcune persone prive di mezzi di sussistenza, conducendole potenzialmente alla morte. Data la diseguale distribuzione delle risorse naturali, per i libertari di sinistra è necessario un continuo trasferimento di reddito dai proprietari a coloro che non hanno accesso alle risorse. Queste restrizioni si applicano non solo all'acquisizione iniziale ma anche all'eredità, dato che i defunti non possono esercitare diritti sui loro beni, che diventano di nessuno (re nullius), o perché l'uso delle risorse naturali e l'incremento della popolazione riducono la quota disponibile per i nuovi nati, che quindi devono essere compensati.
G.A. Cohen ha usato la clausola di Locke per sfidare il libertarismo di Robert Nozick, sostenendo la possibilità di coesistenza tra autoproprietà e proprietà comune delle risorse esterne. Rifacendosi alla dichiarazione di Locke nel Secondo trattato sul governo, secondo cui Dio ha dato la terra agli uomini "in comune", Cohen argomenta che, se la posizione iniziale è la proprietà comune (res communis) e non l'assenza di proprietà (res nullius), ogni individuo ha un diritto di veto sull'appropriazione altrui o il diritto a negoziare compensazioni. Immaginando un mondo abitato solo da due persone, Abile e Infermo, quest'ultimo potrebbe permettere ad Abile di intraprendere attività produttive a patto che ne condivida i frutti, una base per legittimare politiche di redistribuzione del reddito. Una posizione simile è espressa dal liberal Alan Haworth, che sostiene che in un'economia sviluppata, diversamente dall'appropriazione iniziale nello stato di natura, eventuali scambi che peggiorano la condizione di un terzo richiedono il suo consenso, ottenibile attraverso processi democratici.

#### Sottocategorie

##### Scuola di Steine-Vallentyne
Scuola di pensiero incentrata nell'egualitarismo economico nei concetti liberali classici di autoproprietà e appropriazione della terra, combinati con visioni geoiste o fisiocratiche riguardanti la proprietà della terra e delle risorse naturali (ad esempio quelle di Henry George e John Locke).
Gli studiosi che rappresentano questa scuola del libertarismo di sinistra spesso intendono la loro posizione in contrasto con i libertari di destra, i quali sostengono che non esistono vincoli di equità nell'uso o nell'appropriazione, che gli individui hanno il potere di appropriarsi di cose non possedute rivendicandole (di solito mescolandovi il proprio lavoro) e negano che qualsiasi altra condizione o considerazione sia rilevante e che non esiste alcuna giustificazione per lo Stato per ridistribuire le risorse ai bisognosi o per superare i fallimenti del mercato. Alcuni libertari di sinistra di questa scuola sostengono la desiderabilità di alcuni programmi statali di assistenza sociale.

##### Economia di mercato non capitalista di Carson e Long
I libertari di sinistra della scuola del libertarismo di sinistra di Carson-Long approvano tipicamente i diritti di proprietà basati sul lavoro che i libertari di sinistra di Steiner-Vallentyne rifiutano, ma ritengono che l'attuazione di tali diritti avrebbe conseguenze radicali piuttosto che conservatrici.

##### Socialismo libertario
Il socialismo libertario, noto anche come socialismo autogestionario, è una corrente che si inserisce nel più ampio contesto del socialismo, con una distinta enfasi sulla giustizia sociale, che è vista come essenziale per garantire e, simbolicamente, estendere a tutti gli individui la libertà.

###### Anarchismo collettivista
L'anarchismo collettivista è una forma di filosofia anarchica che enfatizza la superiorità delle comunità collettive e autogestite rispetto allo Stato e alla proprietà privata. Il suo principale esponente è stato Michail Bakunin.

###### Anarchismo individualista di Benjamin R. Tucker
L'anarchismo individualista Tuckeriano è una branca dell'anarchismo che pone l'accento sull'individuo e sulla sua volontà, piuttosto che su fattori esterni quali gruppi, società, tradizioni e sistemi ideologici. Si fonda sulla fusione di elementi tratti dalle filosofie di Josiah Warren e Pierre-Joseph Proudhon.

### Libertarismo di destra
I libertari di destra criticano le affermazioni sull'acquisizione originaria della sinistra con due principali argomentazioni. In primo luogo, rifiutano la clausola lockiana per vari motivi: Rothbard sostiene che essa impedisce ogni forma di proprietà privata della terra, in quanto si potrebbe sempre argomentare che la diminuzione della terra disponibile peggiora la condizione di altri potenziali appropriatori; Block evidenzia l'impossibilità di effettuare una comparazione interpersonale delle utilità, rendendo così difficile determinare il reale peggioramento delle condizioni di qualcuno; e Pilon aggiunge che l'appropriazione non viola alcun diritto esistente, dato che non esiste un diritto intrinseco del mondo a mantenere lo status quo. In secondo luogo, contestano l'interpretazione data da Cohen alla frase di Locke "in comune", sostenendo che tale espressione dovrebbe essere interpretata come "disponibile per tutti" piuttosto che come proprietà condivisa di tutti. Questa visione è supportata da Randall G. Holcombe, che nel suo studio sostiene che, nello stato di natura, le risorse erano semplicemente accessibili a chiunque, non di proprietà collettiva.
Gerard Casey argomenta ulteriormente che la mera esistenza non conferisce diritti di proprietà collettiva sulle risorse naturali. Attraverso esempi ipotetici, come la proprietà degli esseri umani dell'antica Africa orientale su territori ignoti come l'Alaska o la Siberia, o persino su corpi celesti come Plutone, Casey sostiene che tali pretese di proprietà sono insostenibili e che l'assenza di esseri umani dimostra che non esiste alcuna proprietà intrinseca. Egli propone un esperimento mentale aggiungendo 100 umani a un pianeta deserto, interrogandosi sulla legittimità della loro proprietà collettiva su tutto il pianeta, e concludendo che tale scenario è improbabile.
Tom G. Palmer, An Feallsanach e Richard Epstein esprimono posizioni simili, rafforzando l'idea che il mondo esterno, originariamente, non era di proprietà comune ma piuttosto privo di proprietà. Hans-Hermann Hoppe aggiunge che, in pratica, il problema dei nuovi arrivati che potrebbero rimanere senza risorse è inesistente: in assenza di restrizioni statali, ci sarebbe abbondanza di terre libere, e i nuovi arrivati, nati da genitori già proprietari o affittuari, hanno la libertà di cercare altrove opportunità di lavoro o di sostentamento. Hoppe suggerisce che se questi individui non trovassero nessuno disposto a impiegarli o aiutarli, il problema potrebbe risiedere in loro stessi piuttosto che nel sistema.
Inoltre, Carlo Lottieri osserva che in un mercato libero non è necessario né previsto che ogni spazio sia privatizzato, e che lo stato moderno ha usurpato il controllo di ogni res nullius, eliminando spazi liberi che altrimenti esisterebbero.

#### Sottocategorie

##### Oggettivismo
Vista da alcuni come una componente del libertarismo di destra o comunque persistente in molti aderenti di esso, l'oggettivismo è una filosofia che si fonda sul concetto di "egoismo razionale" che enfatizza la ragione come fonte ultima di conoscenza e l'obiettivo morale primario di raggiungere la propria felicità. Comprende metafisica, epistemologia, etica, estetica e politica. Ayn Rand, scrittrice e filosofa americana di origine russa, ha sviluppato l'Oggettivismo a metà del 1900, influenzando settori dell'economia e della politica. La filosofia è radicata nell'accettazione della realtà, nell'importanza della ragione, nell'interesse personale razionale e nella convinzione che i governi debbano proteggere i diritti individuali. L'Oggettivismo promuove il capitalismo laissez-faire, l'egoismo etico e l'idea che l'egoismo sia una virtù, contrapponendosi all'altruismo come vizio. Sostiene i diritti individuali, il governo limitato e la ricerca della felicità senza causare danni agli altri o sacrificare il proprio benessere per cause esterne.
Gli oggettivisti supportano generalmente uno Stato finanziato da contributi volontari (tassazione volontaria) e rifiutano le leggi antidiscriminatorie come il Civil Rights Act del 1964.

##### Miniarchismo

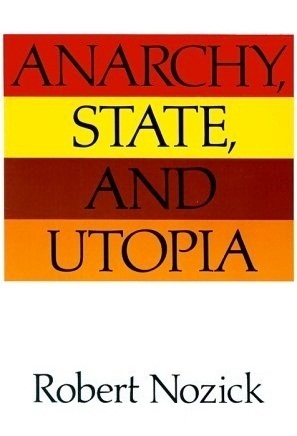
Copertina originale di Anarchia, Stato e Utopia opera di Robert Nozick.

Il minarchismo è una filosofia politica che sostiene uno Stato minimo con funzioni limitate, con l'obiettivo di ridurre l'intervento del governo allo stretto necessario. I sostenitori del minarchismo, noti come minarchici, credono in uno Stato guardiano notturno in cui il ruolo del governo è limitato alla protezione dei diritti individuali, all'applicazione delle leggi e al mantenimento dell'ordine. Questa filosofia sottolinea l'importanza di forti diritti di proprietà e di sostenere le regole del capitalismo, riducendo al minimo l'interferenza dello Stato nella vita delle persone. I minarchici sostengono che, dando agli individui la possibilità di fare le proprie scelte e di affrontarne le conseguenze, si raggiungono la vera libertà e l'equità.

##### Anarcocapitalismo
L'anarcocapitalismo è una corrente politico-economica e legale sviluppata da Murray Rothbard che sostiene il capitalismo laissez-faire con il fine di abolire lo Stato. L'assenza della statualità del diritto nell'anarcocapitalismo è motivo di dibattito; alcuni anarcocapitalisti sostengono la legge policentrica , altri le città private (spesso criticate da autori miniarchici come Robert Nozick e Paul Birch per essere città-Stato de facto).
Condividono con gli oggettivisti l'antipatia per il Civil Rights Act del 1964 e le leggi antidiscriminatorie in generale, che vedono essere una violazione dei diritti di proprietà che essi sostengono.

## Descrizione

### Le idee e gli aspetti critici
Due sono i filoni più diffusi del libertarianismo:
1. il miniarchismo, che raccoglie maggiori consensi tra i "libertarian", costituisce la corrente moderata, mira a ridurre lo stato ad uno Stato minimo;
2. l'anarcocapitalismo, che costituisce la corrente radicale, avversa ai compromessi costituzionalisti del liberalismo classico, ha come obiettivo invece la totale eliminazione dello Stato.

I miniarchisti prospettano uno Stato ridotto alla minima funzione di garante delle libertà individuali, ovvero lo Stato di diritto; tale corrente costituzionalista si rifà evidentemente ai pensatori originali del liberalismo, per esempio John Locke, e, in tempi più recenti, ad intellettuali del calibro di Friedrich von Hayek e Robert Nozick. Per i sostenitori del miniarchismo, lo Stato è tenuto ad intervenire, in linea di massima, solo per garantire le libertà ed i diritti individuali, astenendosi dall'intervenire e normare qualsiasi altro aspetto della vita degli individui e della comunità, ovvero lo Stato quale guardiano notturno.
Gli anarcocapitalisti giudicano le proposte del miniarchismo incoerenti dal punto di vista teorico ed irrealizzabili sul piano concreto, in quanto lo Stato, in qualità di monopolista della forza armata e della legislazione, avrebbe nelle proprie mani tutti i poteri necessari per infrangere i limiti dello Stato "minimo" ed espandersi in ogni ambito, divenendo quindi inevitabilmente totalitario nel lungo periodo; propongono invece il superamento completo del concetto stesso di Stato e di "cosa pubblica" con la realizzazione di un sistema di privatopie, entità territoriali auto-organizzate nei limiti delle libertà individuali in grado di fornire servizi in regime di libero mercato e sviluppate secondo un sistema di adesione volontaria alle regole che ogni comunità stabilisce autonomamente. Il sistema delle privatopie esclude a priori l'esistenza di Stati nazionali e soprattutto entità sovranazionali, ammettendo unicamente la diffusione di una capillare e interattiva rete di piccole comunità private.
Il principale punto di riferimento intellettuale della corrente anarcocapitalista è Murray Newton Rothbard.
All'interno di questa visione radicale, gli anarcocapitalisti intendono privatizzare, o meglio porre su un mercato libero, anche quei settori come l'amministrazione della giustizia, la sicurezza e l'ordine pubblico che perfino i liberali classici considerano essere prerogative da poter o dover lasciare allo Stato; in questo senso va letta la loro idea di individualismo anarchico.
La filosofia politica ed economica dominante nel mondo contemporaneo, legata inevitabilmente all'idea che lo Stato sia un pilastro fondamentale ed ineliminabile della società e che un certo grado di socialismo sia una conquista positiva nel percorso di progresso della civiltà umana stessa, ritiene che in un assetto socioeconomico così definito, privo di qualsivoglia governo centrale, una congrega ristretta di individui molto potenti sia tentata di imporre coercitivamente la propria autorità al resto della comunità; in pratica, il sistema anarco-capitalista sarebbe non auspicabile perché tenderebbe a favorire, nel momento stesso in cui venisse implementato, quei pochissimi soggetti che già dispongono di un notevole potere finanziario (multinazionali, banche d'investimento, lobby industriali etc.); lo Stato democratico della decisione politica, invece tenderebbe a contrastare la concentrazione del potere nelle mani di esigui gruppi privilegiati, dal momento che, qualunque sia la politica economica di una comunità, la maggior parte degli individui di quella stessa comunità ha interesse a difendere le già ristrette risorse e proprietà di cui dispone a fronte della soverchiante ricchezza di pochi soggetti.
Uno degli oppositori più spietati dell'anarcocapitalismo è Noam Chomsky, il quale, da socialista libertario come egli stesso si è definito, ha affermato che le idee anarcocapitaliste, qualora applicate al mondo reale della politica, produrrebbero: "tali forme di tirannia e oppressione come se ne sono viste poche nella storia dell'umanità".
I libertari, d'altro canto, rigettano totalmente le accuse che vengono loro rivolte indistintamente dagli altri schieramenti politici, sia conservatori che progressisti, argomentando che in tutta la storia della civiltà umana, se proprio vi è un colpevole di violazione dei diritti umani, questi è soprattutto lo Stato. E infatti proprio il potere astratto ed illimitato dell'autorità statale è stato il principale mezzo con cui piccoli gruppi di potere o addirittura singoli individui hanno potuto, in tutti i tempi e in tutti i luoghi, realizzare forme di governo tiranniche, soverchianti e contrarie alle più elementari regole di pacifica convivenza civile o reiterare arbitrariamente la violazione del diritto di autodeterminazione di ogni essere umano, tra cui vi sono gli interventi armati contro altre popolazioni, minoranze o addirittura nazioni, sistematicamente portate avanti in nome di uno specifico ordine sociale da raggiungere e da imporre a tutti o in nome di una generica sicurezza e stabilità nazionale, il famigerato "bene comune".
Laddove, quindi, i tradizionali sostenitori dello Stato vedono in questo un'alta e possibilmente equa autorità garante dei diritti individuali, senza il quale sarebbe impossibile contenere lo spirito egoistico umano, che in un contesto anarcocapitalista non avrebbe freni né argini per manifestarsi, i libertari pongono invece maggior fiducia nello spirito cooperativo dell'umanità, rammentando che le stesse idee di collaborazione volontaria, libertà e uguaglianza davanti alla Legge sono nate dal basso, ovvero sono sorte spontaneamente dalla creatività mentale dei singoli e dal bisogno di scambiare e condividere pacificamente per raggiungere un vantaggio reciproco, non certo imposte dall'alto per "decreto intellettuale" da una presunta autorità garante della ragione e della buona convivenza giusta e pacifica.
Il libero mercato, dunque, essendo per l'appunto una manifestazione spontanea ed originale dello spirito di cooperazione umano, da intendere come la volontà organica e orizzontale di una comunità di individui di determinare, ognuno per se stesso, il corso della propria vita, vivrebbe per necessità di autoregolazione, che nella visione libertaria di destra corrisponde agli assiomi morali di autoproprietà e non aggressione.

## Correnti
Esistono in seno al movimento libertariano americano ed europeo una varietà di tendenze:
I libertari condividono uno scetticismo nei confronti dell'autorità e del potere statale, ma divergono sulla portata della loro opposizione ai sistemi economici e politici esistenti:
- Le ideologie di sinistra[24][25][26][27][28] hanno adottato il termine libertario per sostenere il socialismo, dando origine a scuole di pensiero generalmente anarchiche/socialiste libertarie, come l'anarchismo collettivista, l'anarco-comunismo, l'anarchismo individualista, il mutualismo e l'insieme alle scuole di pensiero della New Left incentrate: sull'egualitarismo economico e sul geolibertarismo, sulla politica verde e alla scuola di Steiner-Vallentyne[24][27][29][30][31];
- Le ideologie della destra libertaria[25][28][32][33], come l'anarcocapitalismo, l'agorismo, il fusionismo, il paleolibertarianismo e il minarchismo [34][35] fondano viceversa le proprie scuole di pensiero sul Volontarismo, sul capitalismo, il laissez-faire e i diritti di proprietà privata. I libertari si definiscono di solito come: "liberali coerenti, rigorosi e nemici della coercizione", propugnando in modo radicale le tesi tipiche del liberalismo.[36]

### Correnti di destra
- l'anarco-capitalismo (soppressione di ogni potere e funzione statale, con completa liberalizzazione di ogni settore della società, inclusi la sicurezza civile e militare e l'amministrazione della giustizia);
- il miniarchismo (apparentato al liberalismo classico, propone una limitazione massima delle funzioni e dei poteri dello Stato, chiamato unicamente al ruolo di tutore delle fondamentali libertà);
- il paleolibertarianismo o paleolibertarismo (una corrente nordamericana socialmente conservatrice, soprattutto in difesa dei valori morali della tradizione cristiana);
- il neolibertarismo (altra corrente nordamericana, intrinsecamente contraddittoria rispetto ai principi libertari in quanto militarmente interventista, assimilabile all'oggettivismo e al neoconservatorismo);
- il panarchismo (superamento del territorialismo statale attraverso il diritto degli individui ad aggregarsi liberamente, senza però trasferirsi fisicamente)
- il libertarianismo cristiano (particolare corrente confessionale che integra principi religiosi e morali cristiani nella visione libertarian);
- l'agorismo (una forma d'anarco-capitalismo che rifiuta di risolvere il problema della transizione da una società coercitiva ad una individualista con l'utilizzo dell'attività politica);

I libertari, sia europei che americani, giudicano contraddittoria con le premesse antistataliste la tradizionale avversione degli anarchici di tradizione socialista (es. Bakunin, Kropotkin, Malatesta, Chomsky, ecc.) ad ogni idea di un libero mercato basato sulla legittimità della proprietà privata, sullo scambio volontario e su interazioni umane liberamente scelte.
A causa dei problemi semantici sopra evidenziati, l'uso ambiguo dei termini "libertario/libertarismo" e "libertarian/libertarianismo" per identificare ora l'anarchismo di sinistra ora l'anarcocapitalismo, è praticamente diffuso ovunque tranne che nei paesi di lingua inglese. L'affinità dei due termini in ogni caso, rende frequente la necessità di disambiguazione anche nel mondo anglosassone.
Tra i movimenti che si rifanno alle ideologie libertarie ma che non viene da molti ritenuto propriamente libertarian si ritrova anche il movimento politico statunitense Libertarian National Socialist Green Party (LNSGP), una organizzazione dalla dubbia reale esistenza (non legata al Libertarian Party) che coltiva elementi di libertarianismo in un retroterra culturale e ideologico nazional-conservatore e ambientalista, improntando il suo programma alla difesa dell'identità nazionale e delle "esigenze ambientali", considerando comunque una degenerazione le tendenze di supremazia razziale tipiche del white power.